# Clypeorbis
Clypeorbis es un género de foraminífero bentónico de la subfamilia Clypeorbinae, de la familia Lepidorbitoididae, de la superfamilia Orbitoidoidea, del suborden Rotaliina y del orden Rotaliida. Su especie tipo es Orbitoides mammillatus. Su rango cronoestratigráfico abarca el Maastrichtiense (Cretácico superior).

## Clasificación
Clypeorbis incluye a la siguiente especie:
- Clypeorbis mammillatus